# Yara Mustafa
Yara Mustafa (en árabe: يارا مصطفى‎; nacida el 20 de octubre de 2001) es una actriz y cantante jordana conocida por interpretar al personaje de Dina en la miniserie de Netflix Escuela para señoritas de Al Rawabi.

## Biografía
Mustafa nació en Arabia Saudita, y ha vivido en este país, en Kuwait y en Jordania. Yara interpreta a Dina, un personaje divertido y alegre y la mejor amiga de Mariam, interpretada por Andria Tayeh. Sus compañeros de reparto han dicho que incluso si la gente piensa que se parece a Dina, en la vida real no se parece en nada a su personaje. Yara también es cantante. Ella hizo, junto a su compañera de reparto Joanna Arida, una versión acústica de Summertime Sadness, de Lana Del Rey.

## Filmografía
- AlRawabi School for Girls (2021-2024)